# День восьмий, або перший урок мислення
«День восьмий або перший урок мислення» — радянський мультфільм 1971 року Творчого об'єднання художньої мультиплікації студії Київнаукфільм, режисер — Володимир Дахно.

## Сюжет
Гумористична притча на біблійну тему. У восьмий день творення світу Бог навчає Людину мислити - за допомогою методів проб і помилок, логічного аналізу, гіпотези, методу "роби все навпаки" і, нарешті, інтуїції...

## Над мультфільмом працювали
- Автор сценарію: Євген Загданський
- Режисер: Володимир Дахно
- Художник-постановник: Олександр Лавров
- Композитор: Олександр Канерштейн
- Оператор: Анатолій Гаврилов
- Звукооператор: Михайло Петренко
- Редактор: Світлана Куценко
- Художники-мультиплікатори: Олександр Вікен, Олександр Лавров, Н. Бондар, Марк Драйцун, Е. Перетятько, В. Ємельянова
- Асистенти: Т. Вартенберг, Юна Срібницька, Л. Шейкіна
- Директор картини: Іван Мазепа